# 假面騎士BLACK RX
《假面骑士BLACK RX》为1988年（昭和63年）～1989年（昭和64年→平成元年）期间，於TBS電視網在每週日上午10:00～10:30播出，由東映和每日放送製作的特攝電視劇，全47集。
本作為《假面騎士系列》的第九部電視連續劇作品，也是前作《假面騎士BLACK》的直接續作；由於本作播映時期適逢昭和天皇駕崩，因此也成為昭和年代最後一部假面騎士作品，亦成為首部跨越兩個日本年號的假面騎士作品。

## 概述
本作是《假面騎士BLACK》的續作作品，前作的主人公南光太郎將繼續以主角身份活躍於故事之中，雖然是《BLACK》的續作，但許多角色都已更新，前作登場的反派角色影月，以客串的形式與主角光太郎共同戰鬥，前作登場的女主角秋月杏子和紀田克美僅出現在回憶片段。
軼事部分，《平成假面騎士系列》多部作品的製作人白倉伸一郎在加入東映時，在接受采訪時當著岡田茂等高管的面批評了這部作品。說：「在看這個節目的時候，我從內容上感受到了主辦方和電視台的壓力，這也是我想做電視台、主辦方和網站之間的協調製作人的原因。 」
此外，本作也該系列中最後一部以單聲道播放並以16毫米膠片拍攝的作品。

### 特徵
在之前的作品《BLACK》中，在企劃階段就汲取了假面騎士的特色，在考慮是重製還是否定後，採納了重製提案。本作則決定不拘泥於繼承前作的元素的方向進行。因此，在《超級戰隊系列》和《金屬英雄系列》等東映製作的其他系列的吸取下進行了許多新的嘗試，並以與前作不同的方式追求新的騎士形象。
作為其中的一部分，在當時的假面騎士系列中，踢是原則上的必殺技，在本作中則第一次將使用劍和槍等武器的攻擊作為主要必殺技。介紹，它還加入了將其與以往的假面騎士區別開來的元素，例如包括摩托車在內的多階段變換，並成為後來系列中各種設置的先驅。
另外，在人物設定中，為了不讓人感人到前作最後悲催的氛圍，本次歷經多次戰役的光太郎被描繪得很正面、明亮的性格，與前作相比，本作中許多子角色、包括敵人和盟友圍繞著主角展開敘事。是一部在家庭也可以享受的前提下創作的作品。另一方面，負責前作的導演小笠原猛一次參加《RX》的拍攝時，對倉田說：「你不能成為過去那個聰明的騎士」而出現意見不一的情況。此外，還有很多元素堪稱「歷代石森英雄風格」的巔峰之作，比如前作中其他戰鬥下屬人員的出現、反派角色的複活與影月的再現、敵對高管之間的衝突等。
在故事的最後，即第41話從假面騎士一號到假面騎士ZX連續10 位假面騎士的共戰客串回。是與玩具製造商和出版商的意圖有關，他們擔心播出假面騎士系列的強勁銷售會在節目結束時下降，因此RX和繼任騎士共同主演的漫畫，也被刊登在兒童雜誌上有從電視上順利接手的意思。儘管當時觀眾群當時對接連客串的假面騎士有一些負面的聲音，但考慮到銷量上的成功，以及它成為後來項目《假面騎士SD》的立足點，可以說的製作方目的在製作方面最終獲得成功的回想。

### 演員/工作人員
參與前作演出的倉田哲夫、飯塚昭三、高橋利道回歸本作的演出，從前作結尾負責旁白的政宗一成也回歸。
影月與前作一樣由寺杣昌紀配音，而魔物戰士則主要由當時屬於東京俳優生活協同組合的聲優配音。飾演諜報参謀瑪莉巴羅的高畑純子因為當時無法靠劇團青年座
劇團的活動謀生，因而參與本作的演出，然瑪莉巴羅成為了劇中的熱門角色，之後接戲的請求也增加了。在後來的採訪中，高畑本人回憶起當時的情景說：「因為《BLACK RX》，我終於能夠以演員的身份謀生了。」
曾在劇團俳優座讀研的小山力也在這部作品中作為演員出道。小山說他認為自己不會通過試鏡，因為他比周圍的年輕演員的年紀還要大，但由於堀永文美的推薦，他通過了。除了一些危險的場面，就連鋼絲動作、凝固汽油彈爆炸等動作場面大部分都是由小山親自完成的。
工作人員與前作基本相同，但江連卓則是自《假面騎士超一號》以來首次被任命為該系列的主要編劇，因此他則該劇的敘事風格向大映電視的作品一樣發展。此外，曾參與了金屬英雄系列的雨宮啟太和野口竜作為角色設計參與了本作。
繼之前的作品，川村榮二同樣也負責本作的音樂，除了新歌，《BLACK》的部分BGM也被在本作中也說稍微改編。主題曲由宮內孝之代替「BLACK」的倉田負責，除了這兩個人之外，在這個系列中參與了許多主題曲和插曲的水木一郎也參與了插曲。

### 電視劇製作的暫停
隨著這部作品的結束，假面騎士電視劇進入了超過10年的停頓期，直至2000年的《假面騎士空我》為止。在本作播放時出演《機動刑事》的小林良平在接受採訪時表示，曾經有傳言指將由他本人擔任本作續作的主角，但是最終沒有實現。

## 故事大纲
黑暗結社哥魯干（ゴルゴム）被幪面超人BLACK打败至今已有半年了。而南光太郎则在佐原家所属的公司担任直升机工作员。光太郎后来被克萊西斯帝國（Crisis Empire）抓走，并强迫为他们服务。光太郎拒绝了他们，因此破壞他原來的變身機能，被抛到太阳裡。千钧一发之际，帝王石吸收太阳光线的能量，而使光太郎的被破壞的變身機能馬上復原，並成为新一代的假面骑士，太阳之子假面骑士BLACK RX。自此光太郎便与克萊西斯帝國战斗，保卫地球。

## 登场人物／演员

### 假面騎士
- 南光太郎／假面骑士BLACK RX（台譯：藍光宏）（倉田哲夫饰）（香港配音：黃志成）

前作假面騎士BLACK中登場的主人公。和戈魯戈姆的戰鬥完結後，光太郎就回歸平靜的生活，住在叔父佐原家過著幸福的生活並擔任佐原航空的直升機駕駛員。
在1話隨著的入侵，他在變身的時候被帝國捕捉，BLACK的變身機能也被破壞，但在神秘太陽光線的照耀下，南光太郎獲得了新的力量和姿態——假面騎士BLACK RX。
- 秋月信彦／影月 （堀内孝人饰）（香港配音：葉少榮）

前作假面騎士BLACK中登場的重要角色。和幪面超人BLACK在哥魯干基地決戰後，基地倒塌之際，black來不及救出影月，而深埋於倒塌的基地中。
- 假面騎士1号
- 假面騎士2号
- 假面騎士V3
- 騎士人 Rider Man
- 假面騎士X
- 假面騎士Amazon
- 假面騎士Stronger
- 假面騎士Sky Rider
- 假面騎士Super 1
- 假面騎士ZX

### 佐原家
- 佐原俊吉（台譯：凱凱）（赤塚真人饰）（香港配音：陳永信）
- 佐原唄子（鶴間エリ饰） （香港配音：龍寶鈿）
- 佐原茂（井上豪饰） （香港配音：曾秀清）
- 佐原瞳（港譯：佐原小美）（井村翔子饰）（香港配音：陸惠玲）

### 其他
- 白鳥玲子（台譯：美玲／港譯：白鳥玲玲）（高野槇じゅん饰）（香港配音：沈小蘭）

光太郎的女朋友，自由攝影記者，在佐原家寄宿。性格溫柔善良，對光太郎亦非常的體貼和關懷，是一個不錯的女孩子。
在29話和響子知道了RX的身份後，與光太郎一起對抗克萊西斯帝國。
- 霞之乔（台譯：莊俠／港譯：隋俠）（小山力也饰）（香港配音：黃志明）

光太郎在妖魔界遇到的地球人，剛出場的時候被克萊西斯帝國洗腦和RX對峙。後來稱光太郎為大哥，是光太郎不可多得的戰友。
有一個女友，在21集上場過（為了她還與光太郎發生了爭執）。
他的武器是雙飛叉
- 的場 響子（台譯：娟娟）（上野めぐみ饰）（香港配音：吳小藝）

雙親因克萊西斯帝國而死，而和光太郎一起並肩作戰。
是一個擁有召喚水力量的超能力女孩，多次救出被克萊西斯帝國抓去的人質，到全劇的最後亦都因為她的力量，垂敗的RX重新振作起來!
她的武器是一套弓箭
最後她代替死去的俊吉和唄子照顧茂和ひとみ
- 吾郎（小野寺丈饰）（香港配音：葉少榮）

- 七七子 （香港配音：陶碧儀）

- 速水隼人（佐渡稔饰）

- 旁白: 政宗一成（香港旁白:周永坤）

## Black Sun (黑日)[Black RX]
自稱「太陽之子」﹔力量來源是「光」(太陽)。
戈爾哥姆 被假面騎士BLACK消滅後不久，宇宙中出現另一邪惡勢力 克萊西斯帝國 準備攻擊地球，並打算招降地球上最強的BLACK，但南光太郎不從，因而被破壞變身機能且流放於宇宙之中。因緣際會之下，藏於假面騎士 Black 變身腰帶內的帝石吸收了太陽光線的神秘力量，使光太郎復活再生成為假面騎士 Black RX。Black RX 擁有黑色及深綠色的身軀，左胸上的紋章由「RX」二字組成，自稱「太陽之子」。
Black RX 的力量來自變身腰帶 Sun Riser ，Sun Riser 會將從 RX 腹部太陽能板所收集的太陽能以及 Sun Riser 內帝王石的能量轉化為 RX 的力量，這讓他比單單依靠帝王石能量的 Black 擁有更強的力量，還可以太陽的能量回復受傷的身體。但也因為 Black RX 對太陽能及帝王石的依賴，Black RX 需要在陽光充足時才能變身；在太陽能板被破壞時，或帝王石失去能量時，都會讓 Black RX 失去力量。
Black RX 擁有與 Black 相似的各種特殊能力，部份能力更有所提升：
- - Black 以單腿作出攻擊，而Black RX 則以雙腿作出攻擊，但RX 踢一般都不能對敵人做成致命傷害。
- 帝王石閃光 - 與假面騎士 Black 的能力相同：令帝王石在迅間發放大量的能量，以破除敵人的幻術及擾亂敵人的行動。Black RX 甚少使用這技能，而在 42 集中，他更因為使用帝王石閃光而被怪魔盖德鲁多利鲁吸去帝王石的所有能量。除了帝王石閃光外，Black RX 亦可使 Sun Riser 發出大量光能量來擾亂敵人。
- 超複眼 - 讓 Black RX 看到敵人的弱點，或敵人身體內、牆壁、岩石後的事物
- 高達60米的跳躍力

Black RX 更擁有光劍作為致命武器，它由光能量組成，當 RX 需要使用光劍時，會將手放在 Sun Riser 前方，此時 Sun Riser 就會將從太陽吸收的光能量實體化成劍柄出現在 RX 手中，然後 RX 就可將整把劍從 Sun Riser 中拔出來。光劍刺中怪魔後一般都會令怪魔爆炸然後死亡，是 RX 打敗敵人的必殺武器；它的唯一弱點是，當 RX 拔出光劍時會讓 Sun Riser 的防禦力減弱，從而讓敵人有機會對帝王石作出攻擊。
Black RX 在前往克萊西斯帝國 拯救小瞳的旅程中，被激發出多段變身能力，讓 Black RX 能變身成擁有不同能力與武器的形態，以面對不同的環境與敵人。這也是假面騎士系列史上首次加入型態轉換的概念，此舉也影響了由《假面騎士空我》起的作品。

### Robo Rider (机械骑士)
自稱「悲傷王子」、「火焰王子」﹔力量來源是「火」。
第15話中，親眼目睹姪女佐原瞳慘死於面前，悲痛莫名的RX在抱起小瞳亡骸之時，巨大的悲傷能源觸發了RX的再變身能力，機械騎士因而誕生。他的身軀以黑色及黃色的金屬組成，能抵擋大部份的攻擊、火焰，剛開始時自稱「悲傷王子」，後來第30話中又改稱為「火焰王子」，並說「火」是其力量來源。左胸上的紋章由「Rr」及「R2」二字混合而成。
鋼鐵般的身體、火炎般的威力，拳腳攻擊力都升級為RX的1.2倍，但因敏捷度下降而略顯遲緩。
當機械騎士將右手放在大腿旁，就可以將激光槍實體化，靠著機械騎士穩定的右手，激光槍可以非常準確地射擊目標。

### Bio Rider (生化骑士)
自稱「憤怒王子」﹔力量來源是「水」。
第17話中，親友即將被處死刑，被困於地底1000公尺深的RX，因無法脫出牢獄解救親友而憤怒不已，當時唯一逃出深處的空間只中非常狹窄的石縫，只有水可以通過，當時受石縫流出的水觸發後擁有再變身能力，變成了生化騎士。擁有藍色、銀色及紅色的身軀，自稱「憤怒王子」，後來第45話中要求 的場響子 運用控制水的超能力，給RX身體水，令RX成功変身為生化骑士，「水」是其力量來源。左胸上的紋章由「Rb」及「R3」二字混合而成。
身體可化為「液態」使敵人之物理攻擊無力化，且可迅速遊走四面八方。
在左腰旁做出拔劍的姿勢，就可以將生化劍實體化，生化劍可以令被它砍到的敵人受重傷，甚至爆炸後死亡，還可以吸收敵人的光線攻擊，然後反彈給對方。

### Shadow Moon (影月)
前一系列被BLACK打敗後，原以為葬身在哥魯干基地內的影月，在本系列第21話的片尾出現，並於第22話、第27話登場。
復活後的影月，已喪失過去的記憶，心中只有一個念頭，就是找BLACK RX報仇，因而與克萊西斯帝國 合作，企圖共同對付現在的BLACK RX。最後回復信彦的理智，把兩名小孩救出後，體力不支而身亡。
復活後影月的力量明顯地提升，即使他這次面對的是能力得到大幅提升的Black RX，影月亦未有因而處於劣勢。在影月與BLACK RX的第一次對決中，因影月已預先分析了RX與怪魔戰士安多隆多的作戰方式，而且BLACK RX在初時不願戰鬥，再加上克萊西斯帝國設下陷阱對付BLACK RX，即使BLACK RX變身成各種形態，亦完全處於下風，無法還擊。

## 專用機車
特異蝗蟲(粵語版名稱：超能電子車)/台譯：閃電機車
RX復活後被陽光透過RX腰帶折射，前作中自爆的戰鬥蝗蟲（鐳射超音車）經過沐浴陽光後再度進化而成，再次成為RX的座駕。
會說人語並且在RX有危機時會自動出來幫手；也能通過頭上的天線告訴RX敵人的位置與將要靠近的時間；擁有自主思維
- 最高時速：750km
- 最高出力：530馬力
- 原型車：鈴木·RH25

萊多隆(粵語版名稱：百變電子車）/台譯：超光速飛車
在第4話登場的一輛跑車。是全假面騎士系列首部由主角騎士擁有的跑車。
在第3話中,RX為了要消滅風之騎士而到了怪魔界,在那裡遇到了瓦特博士,他將儲存有萊多隆設計圖的1.44M磁盤交給光太郎,光太郎回到地球並開始製造萊多隆,但是剛製造完之後竟然完全不能運作,令到光太郎非常煩惱。
就在此時,克萊西斯帝國得知光太郎已經將萊多隆完成,並派怪人前去將其粉碎,但是他們萬萬沒想到光太郎把一輛假的萊多隆放置於基地中,真的那輛帶下了海底,這個海底便是昔日BLACK被鯨魚怪人救活的地方,光太郎希望萊多隆在這裡能夠得到一個新生命。
而光太郎最終也如願以償,令萊多隆擁有新生命而正常地運作。協助RX在水上，水中，地上走行。同樣會人語並且在RX有危機時會自動出來幫手。
是昭和假面騎士的坐騎中唯一一輛汽車。
- 最高時速：1500km
- 最高出力：2000馬力
- 原型車：馬自達RX-7 SA22C

## 克莱西斯帝国
附登场集数和死亡集数及方式，死亡方式除注明过的之外都是被RX用风车剑消灭
- 克莱西斯皇帝 （香港配音：周永坤）
  - 检查官　ダスマダー（达斯玛达）大佐 （香港配音：葉少榮->陳永信） （第28集初登场，真正身份是克莱西斯皇帝，第47集被RX逼得露出原型，之后被消灭）
- ガロニア（加罗丽亚）公主（第16集小瞳被玛莉巴罗带到奇迹之谷后变为加罗丽亚公主，第17集回复为小瞳）
- ジャーク（杰克）将军/柴將軍（第1集初登场）/最強怪人ジャークミドラ（杰克米多拉，第46集杰克被克莱西斯帝国皇帝吸进去后变成，当集被RX打败）（香港配音：程輝）

### 四大队长
- 怪魔妖族 情报参谋　マリバロン/玛莉巴罗（高畑淳子饰） （香港譯名:瑪莉 ；配音:林錦燕）（第1集初登场，第47集被处刑）
- 怪魔獸人 海兵队长　ボスガン/波斯坎     （香港譯名:波漢 ；配音:黃子敬 ）（第1集初登场，第44集被消灭）
- 怪魔機器人 机甲队长　ガテゾーン/加迪森 （香港譯名:卡遜 ；配音:黃志明（第1-4集）陳欣（第5-43集）） （第1集初登场，第43集身体部分自爆，头部被RX用风车剑砍断发出激光之后最终被消灭）
- 怪魔異生獸 牙队长　ゲドリアン/京多利安 （香港譯名:杜安 ；配音:陸頌愚） （第1集初登场，第42集将自己的能源赋予盖德鲁多利鲁时在盖德鲁多利鲁被RX打败之后爆炸身亡）

### 其他
- 官房長ロボット・チャックラム（第1集初登场）
- チャップ（第1集初登场）
- 最強怪人グランザイラス（克莱西斯皇帝的破坏兵器兼使者格兰塞拉斯，第44集初登场，第45集被RX生化骑士从内部破坏）

### 怪魔战士
单纯標示集数者為在登场該集中被消灭，粗体字为第45集玛莉巴罗将其复活成为灵界兽人。
- 怪魔妖族
  - スカル魔（骷髅魔，第1集初登场，第2集自爆）
  - スカル魔スター（第1、2、9、19、32、42集出现）
  - 武陣（第7集）
  - ズノー陣（通脑阵，第12集）
  - ビャッ鬼（比雅鬼，第20集，生物剑）
  - 岩魔（第32集）
  - ウィル鬼（威尔鬼，第35集）
  - 天空（第38集）
  - 百目婆ァ（第41集）

- 怪魔机械人
  - キューブリカン（佐连，第2集）
  - ガンガディン（加加狄，第4集）
  - スクライド（史库来，第11集）
  - デスガロン（迪斯加隆，第14集初登场，第15集被死光枪消灭）
  - トリプロン（多利普隆，第15集初登场，第17集被生物剑消灭）1号、2号、3号
  - ネックスティッカー（内克斯提卡，第16集，死光枪）
  - クロイゼル（克洛伊泽尔，第19集，死光枪）
  - メタヘビー（美达黑比，第30集）
  - エレギトロン（艾雷基多隆，第31集）
  - シュライジン（修罗神，第34集）
  - スピングレー（史宾葛雷，第39集）
  - ヘルガデム（黑鲁加迪姆，第43集）

- 怪魔兽人
  - ガイナギスカン（风之骑士·嘉拿基斯，第3集）
  - ガイナガモス（盖拿盖摩斯，第5集）
  - ガイナマイト（盖拿迈特，第8集）
  - ガイナバラス（盖拿巴拉斯，第23集）
  - ガイナカマキル（盖纳螳螂，第25集）
  - ガイナギンガム（盖纳银加姆，第26集）
  - ガイナニンポー（忍者队统领·盖纳忍法，第37集）
  - ガイナジャグラム（盖纳贾格拉，第40集，生物剑）

- 怪魔異生兽
  - キュルキュルテン（邱鲁邱鲁丁，第6集）
  - アッチペッチー（阿吉佩吉，第9集）
  - ドグマログマ（多格马罗格马，第10集）
  - フラーミグラーミ（弗拉米古拉米，第13集）
  - ムサラビサラ（木塞拉比沙，第18集）
  - バングゴング（邦克恭克，第21集，生物剑）
  - アントロント（安多隆多，第22集）
  - リックバック（李克巴克，第24集）
  - マットボット（马特巴特，第27集）
  - ギメラゴメラ（基美拉哥美拉，第28集）
  - ムンデガンデ（母地甘地，第29集）
  - ガゾラゲゾラ（卡佐拉吉佐拉，第33集）
  - バルンボルン（巴鲁巴伦，第36集）
  - ゲドルリドル（盖德鲁多利鲁，第42集）

## 制作群
- 原作：石之森章太郎
- 連載：てれびくん、小学館学習雑誌、コロコロコミック、テレビマガジン、コミックボンボン、テレビランド
- 製作人：井口亮、山田尚良（毎日放送）、吉川進、堀長文（東映）
- 編劇：江連卓、荒木憲一、鷺山京子、宮下隼一、山田隆司、村山隆策
- 人物設計：雨宮慶太、野口竜、篠原保、石ノ森章太郎
- 導演：小林義明、蓑輪雅夫、蔦林淳望、辻理、小笠原猛、松井昇
- 特攝監督：矢島信男
- 攝影：松村文雄
- 助理導演：松井昇、岩原直樹、田﨑竜太
- 製作人補：髙寺成紀
- 武術指導：金田治、村上潤（ジャパン・アクション・クラブ）
- 音樂：川村榮二
- 製作：每日放送、東映

## 动作演员
- 假面骑士BLACK RX／生化骑士／机械骑士：岡元次郎
- 生化骑士／机械骑士／影月：岩田时男
- 生化骑士：菊地寿幸
- 賈克将军：菊地寿幸
- 波斯坎：藤木義勝
- 加迪森：北村隆幸
- 京多利安：渡邊實
- 部分怪魔戰士：末永貴久

## 主题曲
- 
  - 作词：康珍化
  - 作曲、编曲：川村榮二
  - 演唱：宮内堂千

- 
  - 作词：康珍化
  - 作曲：林哲司
  - 编曲：川村荣二
  - 演唱：宮内堂千

## 集數列表
| 放送日期       | 集數 | 標題             | 登場怪人 | 限定騎士 影月 其他、怪魔界人 | 腳本              | 監督     |
| -------------- | ---- | ---------------- | --- | --- | ----------------- | -------- |
| 1988年10月23日 | 1    | 太陽の子だ！RX   | - 怪魔妖族 - スカル魔 - スカル魔スター - 怪魔ロボット - キューブリカン（声 − 岸野一彦：2話） - 人間態（演 − 高橋利道：2話） | | 江連卓            | 小林義明 |
| 10月30日       | 2    | 光を浴びて！RX   | - 怪魔妖族 - スカル魔 - スカル魔スター - 怪魔ロボット - キューブリカン（声 − 岸野一彦：2話） - 人間態（演 − 高橋利道：2話） | | 江連卓            | 小林義明 |
| 11月6日        | 3    | RX対風の騎士     | - 怪魔獣人 - ガイナギスカン（声 - 滝雅也） | - ワールド博士（演 - 牧口元美） | 江連卓            | 蓑輪雅夫 |
| 11月13日       | 4    | 光の車ライドロン | - 怪魔ロボット - ガンガディン（声 - 西尾徳） | - | 江連卓            | 蓑輪雅夫 |
| 11月20日       | 5    | 洞窟探険の落し穴 | - 怪魔獣人 - ガイナガモス（声 - 岸野一彦） | - | 江連卓            | 蔦林淳望 |
| 11月27日       | 6    | 怪魔ET大暴れ！   | - 怪魔異生獣 - キュルキュルテン | - | 江連卓            | 蔦林淳望 |
| 12月4日        | 7    | SOS! 友情の輪    | - 怪魔妖族 - 武陣（声：新井一典） | - | 江連卓            | 辻理     |
| 12月11日       | 8    | パパとママの秘密 | - 怪魔獣人 - ガイナマイト（声 - 依田英助） - 人間態（演 - 仲塚康介） | - | 荒木憲一          | 辻理     |
| 12月18日       | 9    | マリバロンの妖術 | - 怪魔異生獣 - アッチペッチー（声 - 斉藤茂一） - 怪魔妖族 - スカル魔 | - | 鷺山京子          | 蓑輪雅夫 |
| 12月25日       | 10   | ニセ者でドッキリ | - 怪魔異生獣 - ドグマログマ（声 - 西尾徳） | - | 宮下隼一          | 蓑輪雅夫 |
| 1989年1月15日  | 11   | スクラップの反乱 | - 怪魔ロボット - スクライド（声 - 森篤夫） | - | 宮下隼一          | 小笠原猛 |
| 1月22日        | 12   | 夢の中の暗殺者   | - 怪魔妖族 - ズノー陣（声 - 岸野一彦） | - ガル（演 - 福田健次） | 宮下隼一          | 小笠原猛 |
| 1月29日        | 13   | 狙われた怪魔少女 | - 怪魔異生獣 - フラーミグラーミ（声 - 依田英助） | - キララ（演 - 南風見恵子） - サム博士（演 - 早坂直家） | 鷺山京子          | 松井昇   |
| 2月5日         | 14   | ひとみちゃん誘拐 | - 怪魔ロボット - デスガロン（声 - 森篤夫：14話・15話） - トリプロン1号（15話 - 17話） - トリプロン2号（声 - 岸野一彦：15話 - 17話） - トリプロン3号（声 - 斉藤茂：15話 - 17話） - 合体トリプロン（17話） - ネックスティッカー（声 - 西尾徳：16話） | - ガロニア姫 - 幼年態（演 - 井村翔子：14話） - 成長態（演 -丸山真穂：16話・17話） - ムーロン博士（演 - 井上三千男：14話） - クルミン族 - ミンバ村長（演 - 西本裕行：16話・17話） | 江連卓            | 松井昇   |
| 2月12日        | 15   | ロボライダー誕生 | - 怪魔ロボット - デスガロン（声 - 森篤夫：14話・15話） - トリプロン1号（15話 - 17話） - トリプロン2号（声 - 岸野一彦：15話 - 17話） - トリプロン3号（声 - 斉藤茂：15話 - 17話） - 合体トリプロン（17話） - ネックスティッカー（声 - 西尾徳：16話） | - ガロニア姫 - 幼年態（演 - 井村翔子：14話） - 成長態（演 -丸山真穂：16話・17話） - ムーロン博士（演 - 井上三千男：14話） - クルミン族 - ミンバ村長（演 - 西本裕行：16話・17話） | 江連卓            | 蓑輪雅夫 |
| 2月19日        | 16   | 奇跡の谷の姫君   | - 怪魔ロボット - デスガロン（声 - 森篤夫：14話・15話） - トリプロン1号（15話 - 17話） - トリプロン2号（声 - 岸野一彦：15話 - 17話） - トリプロン3号（声 - 斉藤茂：15話 - 17話） - 合体トリプロン（17話） - ネックスティッカー（声 - 西尾徳：16話） | - ガロニア姫 - 幼年態（演 - 井村翔子：14話） - 成長態（演 -丸山真穂：16話・17話） - ムーロン博士（演 - 井上三千男：14話） - クルミン族 - ミンバ村長（演 - 西本裕行：16話・17話） | 江連卓            | 蓑輪雅夫 |
| 2月26日        | 17   | バイオライダー！ | - 怪魔ロボット - デスガロン（声 - 森篤夫：14話・15話） - トリプロン1号（15話 - 17話） - トリプロン2号（声 - 岸野一彦：15話 - 17話） - トリプロン3号（声 - 斉藤茂：15話 - 17話） - 合体トリプロン（17話） - ネックスティッカー（声 - 西尾徳：16話） | - ガロニア姫 - 幼年態（演 - 井村翔子：14話） - 成長態（演 -丸山真穂：16話・17話） - ムーロン博士（演 - 井上三千男：14話） - クルミン族 - ミンバ村長（演 - 西本裕行：16話・17話） | 江連卓            | 蓑輪雅夫 |
| 3月05日        | 18   | 怪！夢の空中遊泳 | - 怪魔異生獣 - ムサラビサラ（声 - 依田英助） | - | 江連卓            | 小笠原猛 |
| 3月12日        | 19   | 恐怖の人工太陽！ | - 怪魔ロボット - クロイゼル（声 - 新井一典） - 怪魔妖族 - スカル魔 | - | 荒木憲一          | 小笠原猛 |
| 3月19日        | 20   | バナナを喰う鬼   | - 怪魔妖族 - ビャッ鬼（声 - 奥村公延） - 人間態（白老）（演 - 奥村公延） | - | 江連卓            | 松井昇   |
| 3月26日        | 21   | 愛と友情の戦線   | - 怪魔異生獣 - バングゴング（声 - 桑原たけし） | - 影月 - レイカ族 - セーラ（演 - 木村公美：21話） - ヨダム（21話） - カイ（21話） | 宮下隼一          | 松井昇   |
| 4月2日         | 22   | シャドームーン！ | - 怪魔異生獣 - アントロント（声 - 岸野一彦） | - 影月 - レイカ族 - セーラ（演 - 木村公美：21話） - ヨダム（21話） - カイ（21話） | 宮下隼一          | 蓑輪雅夫 |
| 4月9日         | 23   | ブタになったRX   | - 怪魔獣人 - ガイナバラス（声 - 斉藤茂） | - | 鷺山京子          | 蓑輪雅夫 |
| 4月16日        | 24   | パパはドラキュラ | - 怪魔異生獣 - リックバック（声 - 依田英助） | - | 宮下隼一          | 蔦林淳望 |
| 4月23日        | 25   | さそり座の花嫁   | - 怪魔獣人 - ガイナカマキル（声 - 斉藤茂：25話） - ガイナギンガム（声 - 岸野一彦） - チャップ悪魔分隊 | - | 江連卓            | 蔦林淳望 |
| 4月30日        | 26   | ボスガンの反撃   | - 怪魔獣人 - ガイナカマキル（声 - 斉藤茂：25話） - ガイナギンガム（声 - 岸野一彦） - チャップ悪魔分隊 | - | 江連卓            | 小笠原猛 |
| 5月7日         | 27   | 大逆襲！影の王子 | - 怪魔異生獣 - マットボット（声 - 西尾徳） | - 影月 | 宮下隼一          | 小笠原猛 |
| 5月14日        | 28   | 皇帝陛下の代理人 | - 怪魔異生獣 - ギメラゴメラ（声 - 斉藤茂） | - | 鷺山京子          | 蓑輪雅夫 |
| 5月21日        | 29   | 水のない世界     | - 怪魔異生獣 - ムンデガンデ（声 - 依田英助：29話） - ムンデガンデ（寄生体：29話） - 怪魔ロボット - メタヘビー（声 - 二又一成：30話） - 怪魔道化師                                                                                                  | - | 江連卓            | 小笠原猛 |
| 5月28日        | 30   | 明日なき東京砂漠 | - 怪魔異生獣 - ムンデガンデ（声 - 依田英助：29話） - ムンデガンデ（寄生体：29話） - 怪魔ロボット - メタヘビー（声 - 二又一成：30話） - 怪魔道化師                                                                                                  | - | 江連卓            | 小笠原猛 |
| 6月4日         | 31   | 怪魔界を見た女   | - 怪魔ロボット - エレギトロン（声 - 岸野一彦） | - | 鷺山京子          | 蔦林淳望 |
| 6月11日        | 32   | 愛と希望の大空   | - 怪魔妖族 - 岩魔（声 - 桑原たけし） - スカル魔 | - | 鷺山京子          | 蔦林淳望 |
| 6月18日        | 33   | 瀬戸大橋の大決戦 | - 怪魔異生獣 - ガゾラゲゾラ（声 - 徳丸完） | - | 宮下隼一          | 蓑輪雅夫 |
| 6月25日        | 34   | 四国空母化計画!! | - 怪魔ロボット - シュライジン（声 - 岸野一彦） - 人間態（演 - 高橋利道、声 - 岸野一彦） - 怪魔お遍路 | - | 宮下隼一          | 蓑輪雅夫 |
| 7月02日        | 35   | 光太郎指名手配!! | - 怪魔妖族 - ウィル鬼（声 - 依田英助） | - | 宮下隼一          | 小笠原猛 |
| 7月09日        | 36   | ヒーローは誰だ!? | - 怪魔異生獣 - バルンボルン（声 - 西尾徳） - 人間態（グレートマスク）（演 - 高橋利道、声 - 新井一典） | - | 宮下隼一          | 小笠原猛 |
| 7月16日        | 37   | 牙むく獣人忍者隊 | - 怪魔獣人 - ガイナニンポー（声 - 神山卓三） - 怪魔忍者隊 | - | 江連卓            | 蔦林淳望 |
| 7月23日        | 38   | 白骨ヶ原の妖舞団 | - 怪魔妖族 - 天空（声 - 木村有里） - 人間態（演 - 木村有里） - 奇跡の舞踏団 | - | 江連卓            | 蔦林淳望 |
| 7月30日        | 39   | 爆走！ミニ4WD    | - 怪魔ロボット - スピングレー（声 - 森篤夫） | - | 山田隆司          | 蓑輪雅夫 |
| 8月06日        | 40   | ユーレイ団地の罠 | - 怪魔獣人 - ガイナジャグラム（声 - 徳丸完） | - | 宮下隼一          | 蓑輪雅夫 |
| 8月13日        | 41   | 百目婆ァの恐怖   | - 怪魔妖族 - 百目婆ァ（声 - 伊倉一恵） | - 10人假面騎士 - 假面騎士1號 - 假面騎士2號（声 - 桑原たけし） - 假面騎士V3（声 - 鳥居賞也） - 喬伊·尤基（声 - 岸野一彦） - 假面騎士X（声 - 桑原たけし） - 假面騎士亞馬遜（声 - 岸野一彦） - 假面騎士Stronger（声 - 桑原たけし） - 天空騎士（声 - 鳥居賞也） - 假面騎士超1號（声 - 岸野一彦） - 假面騎士ZX（声 - 桑原たけし） | 江連卓            | 小笠原猛 |
| 8月20日        | 42   | 四隊長は全員追放 | - 怪魔異生獣 - ゲドルリドル（声 - 丸山詠二） - ゲドルリドル（強化） - 怪魔妖族 - スカル魔 | - 10人假面騎士 - 假面騎士1號 - 假面騎士2號（声 - 桑原たけし） - 假面騎士V3（声 - 鳥居賞也） - 喬伊·尤基（声 - 岸野一彦） - 假面騎士X（声 - 桑原たけし） - 假面騎士亞馬遜（声 - 岸野一彦） - 假面騎士Stronger（声 - 桑原たけし） - 天空騎士（声 - 鳥居賞也） - 假面騎士超1號（声 - 岸野一彦） - 假面騎士ZX（声 - 桑原たけし） | 鷺山京子          | 小笠原猛 |
| 8月27日        | 43   | 敗れたり!! RX    | - ネオストームダガー - 怪魔ロボット - ヘルガデム（声 - 桑原たけし） | - 10人假面騎士 - 假面騎士1號 - 假面騎士2號（声 - 桑原たけし） - 假面騎士V3（声 - 鳥居賞也） - 喬伊·尤基（声 - 岸野一彦） - 假面騎士X（声 - 桑原たけし） - 假面騎士亞馬遜（声 - 岸野一彦） - 假面騎士Stronger（声 - 桑原たけし） - 天空騎士（声 - 鳥居賞也） - 假面騎士超1號（声 - 岸野一彦） - 假面騎士ZX（声 - 桑原たけし） | 宮下隼一 村山隆策 | 松井昇   |
| 9月03日        | 44   | 戦え！全ライダー | - 最強怪人 - グランザイラス（声 - 岸野一彦） - 親衛隊チャップ（44話） - 霊界怪人（45話） | - 10人假面騎士 - 假面騎士1號 - 假面騎士2號（声 - 桑原たけし） - 假面騎士V3（声 - 鳥居賞也） - 喬伊·尤基（声 - 岸野一彦） - 假面騎士X（声 - 桑原たけし） - 假面騎士亞馬遜（声 - 岸野一彦） - 假面騎士Stronger（声 - 桑原たけし） - 天空騎士（声 - 鳥居賞也） - 假面騎士超1號（声 - 岸野一彦） - 假面騎士ZX（声 - 桑原たけし） | 江連卓            | 松井昇   |
| 9月10日        | 45   | 偽ライダーの末路 | - 最強怪人 - グランザイラス（声 - 岸野一彦） - 親衛隊チャップ（44話） - 霊界怪人（45話） | - 10人假面騎士 - 假面騎士1號 - 假面騎士2號（声 - 桑原たけし） - 假面騎士V3（声 - 鳥居賞也） - 喬伊·尤基（声 - 岸野一彦） - 假面騎士X（声 - 桑原たけし） - 假面騎士亞馬遜（声 - 岸野一彦） - 假面騎士Stronger（声 - 桑原たけし） - 天空騎士（声 - 鳥居賞也） - 假面騎士超1號（声 - 岸野一彦） - 假面騎士ZX（声 - 桑原たけし） | 江連卓            | 蓑輪雅夫 |
| 9月17日        | 46   | ライダーの総突撃 | - 最強怪人 - 影月（聲 - 柴田秀勝：46話） - クライシス皇帝 | - 10人假面騎士 - 假面騎士1號 - 假面騎士2號（声 - 桑原たけし） - 假面騎士V3（声 - 鳥居賞也） - 喬伊·尤基（声 - 岸野一彦） - 假面騎士X（声 - 桑原たけし） - 假面騎士亞馬遜（声 - 岸野一彦） - 假面騎士Stronger（声 - 桑原たけし） - 天空騎士（声 - 鳥居賞也） - 假面騎士超1號（声 - 岸野一彦） - 假面騎士ZX（声 - 桑原たけし） | 江連卓            | 蓑輪雅夫 |
| 9月24日        | 47   | 輝ける明日！     | - 最強怪人 - 影月（聲 - 柴田秀勝：46話） - クライシス皇帝 | - 10人假面騎士 - 假面騎士1號 - 假面騎士2號（声 - 桑原たけし） - 假面騎士V3（声 - 鳥居賞也） - 喬伊·尤基（声 - 岸野一彦） - 假面騎士X（声 - 桑原たけし） - 假面騎士亞馬遜（声 - 岸野一彦） - 假面騎士Stronger（声 - 桑原たけし） - 天空騎士（声 - 鳥居賞也） - 假面騎士超1號（声 - 岸野一彦） - 假面騎士ZX（声 - 桑原たけし） | 江連卓            | 蓑輪雅夫 |

## 海外播放

### 台灣
衛視中文台於1997年12月至1998年11月播出本劇，並與先前播出的《假面騎士BLACK》合稱《假面超人RX》。

### 香港
在香港，本劇集在亞洲電視本港台播放。首播日期為1991年7月1日至8月1日，亞視隨後在1991年8月2日至9月6日重播《假面騎士BLACK》，並將兩劇合稱《幪面超人1991》。1992年6月14日至1993年1月10日第一次重播，名稱改為《幪面超人RX》，播放時間為逢星期六晚或逢星期日晚。在1993年1月10日（星期日）晚播放大結局，改稱為《幪面超人RX終極之戰》。由於當時收視甚高，之後安排多次重播直至2002年3月31日為止，節目名稱仍然為《幪面超人RX》，播放時間為逢星期日早上7:00，因此本節目輾轉地共播放5次，重播4次，前後共11年。相反，由於前作《假面騎士BLACK》在香港的收視比本作遜色，因此亞洲電視本港台並無再次安排重播《假面騎士BLACK》。但在香港無綫電視翡翠台首播《幪面超人帝騎》時則按日本原譯為幪面超人BLACK RX。

## 註解
1. ↑  http://www.oldcake.net/viewthread.php?tid=18231&extra=page%3D1 （页面存档备份，存于） 1991年香港亞視出版的Black RX特刊照片集，足以證明亞視當年最初也將Black RX節目名稱譯為《幪面超人1991》
2. ↑  https://www.youtube.com/watch?v=wvprnfWVN9o （页面存档备份，存于） 1991年香港亞視重播Black片段，證明亞視當年重Black時節目名稱改為《幪面超人1991》